# Kim Min-sun
Kim Min-sun (Suhmoon Seoel, 16 juni 1999) is een Zuid-Koreaanse langebaanschaatsster.

## Biografie
Kim staat bekend als een van de grootste talenten van de wereld van haar generatie op de 500 meter. Ze maakte op zestienjarige leeftijd in Salt Lake City, op 21 november 2015, haar debuut in de A-groep van de wereldbeker 500 meter. Op 13 februari 2016 won ze de 500 meter op de Olympische Jeugdwinterspelen van 2016 in Hamar. Ze won in seizoen 2017/2018 de Team Sprint. Op 8 december 2017 verbrak ze het ruim 10 jaar oude wereldrecord 500 meter junioren van meervoudig Olympisch en Wereldkampioene Lee Sang-hwa.
Op 13 november in Stavanger en een week later op 20 november 2022 won ze haar eerste twee wereldbekerwedstrijden op de 500 meter. Met 37,21 in Heerenveen eindigde ze vlak boven haar persoonlijk record. Hiermee werd ze door NOS-commentatoren aangeduid als de nieuwe Sang-hwa Lee. In Calgary verbeterde ze deze tijd op 16 december weer naar 36,96 waarmee ze voor het eerst onder de 37 seconden eindigde.

## Records

### Persoonlijke records
| Afstand    | Tijd    | Datum             | Baan           |
| ---------- | ------- | ----------------- | -------------- |
| 500 meter  | 36,96   | 16 december 2022  | Calgary        |
| 1000 meter | 1.13,42 | 28 januari 2024   | Salt Lake City |
| 1500 meter | 2.01,93 | 16 september 2017 | Calgary        |
| 3000 meter | 4.36,00 | 23 januari 2013   | Seoel          |

### Wereldrecords
| Nr.  | Afstand              | Tijd  | Datum            | Baan           |
| ---- | -------------------- | ----- | ---------------- | -------------- |
| jr1. | 500 meter (junioren) | 37,78 | 08 december 2017 | Salt Lake City |

## Resultaten
| Jaar | WK Sprint                | WK Afstanden           | Olympische Spelen | Wereldbeker        | WK Junioren      |
| ---- | ------------------------ | ---------------------- | ----------------- | ------------------ | ---------------- |
| 2014 |                          |                        |                   |                    | 4e 500m 8e 1000m |
| 2015 |                          |                        |                   | 35e 500m 50e 1000m | 10e 500m         |
| 2016 | 23e (22e, 27e, 25e, 23e) |                        |                   | 17e 500m 44e 1000m |                  |
| 2017 |                          | 15e 500m               |                   | 21e 500m 51e 1000m |                  |
| 2018 |                          |                        | 16e 500m          | 18e 500m           |                  |
| 2019 |                          | 17e 500m 6e teamsprint |                   | 12e 500m 31e 1000m |                  |
| 2020 |                          | 18e 500m 23e 1000m     |                   | 10e 500m 21e 1000m |                  |
|      |                          |                        |                   |                    |                  |
| 2022 |                          |                        | 7e 500m 16e 1000m | 6e 500m 16e 1000m  |                  |
| 2023 |                          | 4e 500m 11e 1000m      |                   | 500m · 4e 1000m    |                  |
| 2024 | 6e · (, 18e, , 5e)       | 500m · 8e 1000m        |                   | 500m · 17e 1000m   |                  |
| 2025 |                          | 500m · 10e 1000m       |                   | 8e 500m 20e 1000m  |                  |